# روكسان ويلسون
روكسان ويلسون (بالإنجليزية: Roxanne Wilson)‏ هي محامية أمريكية، ولدت في 17 مارس 1979.

## وصلات خارجية
- روكسان ويلسون على موقع IMDb (الإنجليزية)
- روكسان ويلسون على موقع قاعدة بيانات الفيلم (الإنجليزية)